# España en los Juegos Olímpicos de Pekín 2008
España estuvo representada en los Juegos Olímpicos de Pekín 2008 por un total de 286 deportistas (164 hombres y 122 mujeres) que participaron en 25 deportes; conformando así la delegación más grande entre los países de habla hispana y la undécima de todos los países participantes. Responsable del equipo olímpico fue el Comité Olímpico Español, así como las federaciones deportivas nacionales de cada deporte con participación.
El portador de la bandera en la ceremonia de apertura fue el piragüista David Cal. En un principio, el abanderado iba a ser Gervasio Deferr, al que le correspondía según la normativa (estar clasificado de forma directa para los Juegos Olímpicos, tener el mayor número de oros, platas o bronces y sumar más participaciones en unos Juegos Olímpicos), pero declinó al tener que competir al día siguiente al de la ceremonia de inauguración. En la ceremonia de clausura, el abanderado fue Joan Llaneras, quien ganó dos medallas en ciclismo en pista: un oro en la carrera de puntos y una plata en la americana (la medalla de oro fue, por cierto, la número 100 en la historia olímpica española, de acuerdo a las estadísticas oficiales del COI).
Entre las grandes bazas del equipo español se contaba con los atletas Paquillo Fernández (marcha) y los fondistas Marta Domínguez, Jesús España, Juan Carlos Higuero y Arturo Casado; la yudoca Isabel Fernández; el piragüista David Cal; los triatletas, encabezados por Javier Gómez Noya; en natación la joven revelación Mireia Belmonte y la experimentada Nina Zhivanevskaya, así como las chicas de la natación sincronizada en torno a Gemma Mengual; los tenistas, encabezados por Rafael Nadal; en ciclismo con figuras de la talla de Contador, Freire, Sastre o Valverde en ruta, Joan Llaneras en pista o José Antonio Hermida y Marga Fullana en montaña, y por último los regatistas Iker Martínez y Xabier Fernández (clase 49er), Rafael Trujillo Villar (finn) y Fernando Echavarri y Antón Paz (tornado). Por otra parte, favoritas partían también las selecciones masculinas de baloncesto, balonmano y hockey sobre hierba. La gran ausente del equipo nacional fue la mediofondista Mayte Martínez, que pese a haber obtenido la clasificación no pudo participar por culpa de una lesión.
El equipo español obtuvo en total 19 medallas, 5 de oro, 11 de plata y 3 de bronce, una medalla menos que en la edición anterior, pero con dos medallas de oro más. La última fue la medalla de plata de la halterófila Lidia Valentín, reasignada después de la descalificación por dopaje de tres participantes, y que le fue entregada oficialmente en enero de 2018.

## Medallas
El equipo olímpico español logró durante los Juegos las siguientes medallas:
| Deportista | Deporte               | Competición          | Fecha        |
| --- | --------------------- | -------------------- | ------------ |
| Oro |                       |                      |              |
| Samuel Sánchez | Ciclismo en ruta      | Carrera en ruta      | 9 de agosto  |
| Joan Llaneras | Ciclismo en pista     | Carrera por puntos   | 16 de agosto |
| Saúl Craviotto Carlos Pérez Rial | Piragüismo            | K2 500 m             | 23 de agosto |
| Rafael Nadal | Tenis                 | Individual masculino | 17 de agosto |
| Fernando Echavarri Antón Paz | Vela                  | Tornado              | 21 de agosto |
| Plata |                       |                      |              |
| Equipo | Baloncesto            | Torneo masculino     | 24 de agosto |
| Joan Llaneras Antonio Tauler | Ciclismo en pista     | Madison              | 19 de agosto |
| Gervasio Deferr | Gimnasia artística    | Suelo                | 17 de agosto |
| Lidia Valentín | Halteroflia           | 75 kg                | 15 de agosto |
| Equipo | Hockey sobre hierba   | Torneo masculino     | 23 de agosto |
| Andrea Fuentes Gemma Mengual | Natación sincronizada | Dúo                  | 20 de agosto |
| Alba María Cabello Raquel Corral Andrea Fuentes Thais Henríquez Laura López Gemma Mengual Irina Rodríguez Paola Tirados Gisela Morón | Natación sincronizada | Equipos              | 23 de agosto |
| David Cal | Piragüismo            | C1 1000 m            | 22 de agosto |
| David Cal | Piragüismo            | C1 500 m             | 23 de agosto |
| Anabel Medina Virginia Ruano | Tenis                 | Dobles femenino      | 17 de agosto |
| Iker Martínez Xabier Fernández | Vela                  | 49er                 | 17 de agosto |
| Bronce |                       |                      |              |
| Equipo | Balonmano             | Torneo masculino     | 24 de agosto |
| Leire Olaberría | Ciclismo en pista     | Carrera por puntos   | 18 de agosto |
| José Luis Abajo | Esgrima               | Espada individual    | 10 de agosto |

### Por deporte
| Evento                | Oro | Plata | Bronce | Total |
| --------------------- | --- | ----- | ------ | ----- |
| Baloncesto            | 0   | 1     | 0      | 1     |
| Balonmano             | 0   | 0     | 1      | 1     |
| Ciclismo              | 2   | 1     | 1      | 4     |
| Esgrima               | 0   | 0     | 1      | 1     |
| Gimnasia              | 0   | 1     | 0      | 1     |
| Halterofilia          | 0   | 1     | 0      | 1     |
| Hockey sobre hierba   | 0   | 1     | 0      | 1     |
| Natación sincronizada | 0   | 2     | 0      | 2     |
| Piragüismo            | 1   | 2     | 0      | 3     |
| Tenis                 | 1   | 1     | 0      | 2     |
| Vela                  | 1   | 1     | 0      | 2     |
| TOTAL                 | 5   | 11    | 3      | 19    |

## Diplomas olímpicos
En total se consiguieron 37 diplomas olímpicos en diversos deportes, de estos 7 correspondieron a diploma de cuarto puesto, 11 de quinto, 5 de sexto, 7 de séptimo y 7 de octavo.
| Nombre                                                                                 | Deporte               | Competición                  | Fecha        |
| -------------------------------------------------------------------------------------- | --------------------- | ---------------------------- | ------------ |
| 4.°                                                                                    |                       |                              |              |
| Juan Carlos Higuero                                                                    | Atletismo             | 1500 m                       | 19 de agosto |
| Jesús Ángel García                                                                     | Atletismo             | 50 km marcha                 | 22 de agosto |
| Ruth Beitia                                                                            | Atletismo             | Salto de altura              | 23 de agosto |
| Alberto Contador                                                                       | Ciclismo en ruta      | Contrarreloj                 | 13 de agosto |
| Ander Elosegi                                                                          | Piragüismo en eslalon | C1 individual                | 12 de agosto |
| Javier Gómez Noya                                                                      | Triatlón              | Masculino                    | 19 de agosto |
| Marina Alabau                                                                          | Vela                  | RS:X                         | 20 de agosto |
| 5.°                                                                                    |                       |                              |              |
| Frank Casañas                                                                          | Atletismo             | Disco                        | 19 de agosto |
| María Vasco                                                                            | Atletismo             | 20 km marcha                 | 21 de agosto |
| Equipo                                                                                 | Baloncesto            | Torneo femenino              | 19 de agosto |
| Leire Iglesias Armiño                                                                  | Judo                  | –70 kg                       | 13 de agosto |
| Esther San Miguel                                                                      | Judo                  | –78 kg                       | 14 de agosto |
| Maider Unda González                                                                   | Lucha libre           | –72 kg                       | 17 de agosto |
| Beatriz Manchón Portillo Sonia Molanes Costa María Teresa Portela Rivas Jana Šmidáková | Piragüismo            | K4 500 m                     | 22 de agosto |
| Juan Antonio Ramos                                                                     | Taekwondo             | –58 kg                       | 20 de agosto |
| Iván Raña Fuentes                                                                      | Triatlón              | Masculino                    | 19 de agosto |
| Onán Barreiros Rodríguez Aarón Sarmiento Padilla                                       | Vela                  | 470                          | 18 de agosto |
| Equipo                                                                                 | Waterpolo             | Torneo masculino             | 24 de agosto |
| 6.°                                                                                    |                       |                              |              |
| Luis Felipe Méliz                                                                      | Atletismo             | Salto de longitud            | 18 de agosto |
| Natalia Rodríguez                                                                      | Atletismo             | 1500 m                       | 23 de agosto |
| Beatriz Pascual                                                                        | Atletismo             | 20 km marcha                 | 21 de agosto |
| Samuel Sánchez                                                                         | Ciclismo en ruta      | Contrarreloj                 | 13 de agosto |
| Antonio Tauler                                                                         | Ciclismo en pista     | Persecución individual       | 16 de agosto |
| 7.°                                                                                    |                       |                              |              |
| Francisco Javier Fernández                                                             | Atletismo             | 20 km marcha                 | 16 de agosto |
| Sergi Escobar Asier Maeztu David Muntaner Juaneda Antonio Miguel Parra                 | Ciclismo en pista     | Persecución por equipos      | 18 de agosto |
| Jorge Pina Pérez                                                                       | Esgrima               | Sable individual             | 12 de agosto |
| José Juan Navarro                                                                      | Halterofilia          | 94 kg                        | 17 de agosto |
| Equipo                                                                                 | Hockey sobre hierba   | Torneo femenino              | 20 de agosto |
| Ana Carrascosa                                                                         | Judo                  | –52 kg                       | 10 de agosto |
| Aschwin Wildeboer                                                                      | Natación              | 100 m espalda                | 12 de agosto |
| 8.°                                                                                    |                       |                              |              |
| Jackson Quiñónez                                                                       | Atletismo             | 110 m con vallas             | 21 de agosto |
| Iris Fuentes-Pila                                                                      | Atletismo             | 1500 m                       | 23 de agosto |
| Mercedes Chilla                                                                        | Atletismo             | Javalina                     | 21 de agosto |
| Iñaki Lejarreta                                                                        | Ciclismo de montaña   | Campo a través               | 23 de agosto |
| Isaac Botella Pérez                                                                    | Gimnasia artística    | Salto de potro               | 18 de agosto |
| Almudena Cid Tostado                                                                   | Gimnasia rítmica      | Concurso completo individual | 23 de agosto |
| Juan José Aramburu                                                                     | Tiro                  | Skeet                        | 16 de agosto |

## Participantes por deporte
De los 28 deportes (35 disciplinas) que el COI reconoce en los Juegos Olímpicos de Verano, se contó con representación española en 25 deportes (en béisbol, fútbol y sóftbol no se obtuvo la clasificación).
| N.º | Deporte               | H   | M   | T   |
| 1   | Atletismo             | 32  | 22  | 54  |
| 2   | Bádminton             | 1   | 1   | 2   |
| 3   | Baloncesto            | 12  | 12  | 24  |
| 4   | Balonmano             | 14  | 0   | 14  |
| 5   | Béisbol               | 0   | –   | 0   |
| 6   | Boxeo                 | 1   | –   | 1   |
| 7   | Ciclismo en ruta      | 5   | 2   | 9   |
| 7   | Ciclismo en pista     | 7   | 1   | 8   |
| 7   | Ciclismo de montaña   | 3   | 1   | 4   |
| 7   | Ciclismo BMX          | 0   | 0   | 0   |
| 8   | Esgrima               | 4   | 1   | 5   |
| 9   | Fútbol                | 0   | 0   | 0   |
| 10  | Gimnasia artística    | 6   | 2   | 8   |
| 10  | Gimnasia rítmica      | –   | 7   | 7   |
| 10  | Gimnasia en trampolín | 0   | 0   | 0   |
| 11  | Halterofilia          | 1   | 1   | 2   |
| 12  | Hípica                | 2   | 1   | 3   |
| 13  | Hockey                | 16  | 16  | 32  |
| 14  | Judo                  | 2   | 4   | 6   |
| 15  | Lucha                 | 1   | 2   | 3   |
| 16  | Natación              | 10  | 13  | 23  |
| 16  | Natación sincronizada | –   | 9   | 9   |
| 16  | Saltos                | 1   | 1   | 2   |
| 16  | Waterpolo             | 13  | 0   | 13  |
| 17  | Pentatlón moderno     | 1   | 0   | 1   |
| 18  | Piragüismo            | 5   | 5   | 10  |
| 19  | Remo                  | 0   | 1   | 1   |
| 20  | Sóftbol               | –   | 0   | 0   |
| 21  | Taekwondo             | 2   | 1   | 3   |
| 22  | Tenis                 | 4   | 5   | 9   |
| 23  | Tenis de mesa         | 2   | 3   | 5   |
| 24  | Tiro                  | 5   | 2   | 7   |
| 25  | Tiro con arco         | 1   | 0   | 1   |
| 26  | Triatlón              | 2   | 2   | 4   |
| 27  | Vela                  | 9   | 7   | 16  |
| 28  | Voleibol              | 0   | 0   | 0   |
| 28  | Vóley playa           | 2   | 0   | 2   |
|     | TOTAL                 | 164 | 122 | 286 |

## Deportistas
La delegación española consistió de 286 deportistas (164 hombres y 122 mujeres). El listado fue dado a conocer por el COE el 17 de julio de 2008 (los participantes de atletismo el 30 de julio).